# Łukasz Kierznowski
Łukasz Kierznowski (ur. 30 sierpnia 1992 w Białymstoku) – polski naukowiec, doktor nauk prawnych, wykładowca akademicki na Wydziale Prawa Uniwersytetu w Białymstoku, działacz społeczny. Specjalizuje się w prawie i postępowaniu administracyjnym, prawie szkolnictwa wyższego i nauki, prawie oświatowym oraz konstytucyjnych zasadach stanowienia prawa. 

## Życiorys i działalność naukowa
Urodził się i wychował w Białymstoku. Studia prawnicze oraz administracyjne ukończył z wyróżnieniem na Wydziale Prawa Uniwersytetu w Białymstoku, na którym odbył następnie studia doktoranckie w zakresie nauk prawnych. Ukończył także studia podyplomowe na Uniwersytecie Warszawskim w zakresie polityki oświatowej i zarządzania oświatą. Podczas studiów magisterskich, a następnie doktoranckich, trzykrotnie przyznano mu stypendium Ministra Nauki i Szkolnictwa Wyższego za wybitne osiągnięcia naukowe.
W 2017 rozpoczął pracę w Katedrze Prawa i Postępowania Administracyjnego macierzystej uczelni. Stopień doktora nauk prawnych uzyskał w 2021 na podstawie rozprawy doktorskiej pt. „Zmiany w egzaminach zewnętrznych kształcenia ogólnego w latach 2015-2018 w świetle zasady zaufania do państwa i prawa”, napisanej pod kierunkiem prof. dr hab. Dariusza Kijowskiego, a recenzowanej przez prof. dr hab. Piotra Dobosza oraz dr hab. D. Kurzynę-Chmiel. W swojej rozprawie doktorskiej wykazał między innymi, że wprowadzona przez rząd PiS reforma systemu oświaty z 2017 roku częściowo naruszyła przepisy Konstytucji RP.
Jest autorem kilkudziesięciu publikacji naukowych, w tym kilku książek. Artykuły naukowe publikował m.in. w „Przeglądzie Sejmowym”, „Państwie i Prawie”, „Zeszytach Naukowych Sądownictwa Administracyjnego”, „Przeglądzie Prawa Publicznego”, „Forum Prawniczym”, „Krytyce Prawa”, a monografie i rozdziały w monografiach w wydawnictwach C.H. Beck, Wolters Kluwer, Difin, Oficynie Wydawniczej SGH. Publikacje jego autorstwa dotyczą przede wszystkim prawa szkolnictwa wyższego i nauki, prawa oświatowego, prawa administracyjnego, systemu edukacji i nauki. Poza monografiami i artykułami naukowymi publikował też teksty popularnonaukowe, jest autorem poradnika dot. uzyskiwania w Polsce stopnia doktora. 
Był prelegentem podczas licznych konferencji naukowych, w tym międzynarodowych. Brał udział w realizacji krajowych i międzynarodowych projektów badawczych, m.in. jako kierownik projektu „Prawne przyczyny nieprawidłowego oceniania egzaminów maturalnych w Polsce”, finansowanego przez Narodowe Centrum Nauki. Brał udział w realizacji polsko-ukraińskiego projektu badawczego pt. „Polsko-ukraińska współpraca instytucji przedstawicielskich reprezentujących rektorów, na rzecz doskonalenia działania uczelni”.
W 2022 za swoje osiągnięcia naukowe otrzymał prestiżowe stypendium Ministra Edukacji i Nauki dla wybitnych młodych naukowców.

## Działalność publiczna i ekspercka
Prowadził aktywną działalność społeczną i ekspercką, między innymi w organizacjach studenckich i instytucjach przedstawicielskich środowiska szkolnictwa wyższego i nauki. W roku 2019 pełnił funkcję Przewodniczącego Krajowej Reprezentacji Doktorantów. W latach 2020–2021 był członkiem Rady Głównej Nauki i Szkolnictwa Wyższego, w ramach której wszedł w skład Komisji Ekonomiczno-Prawnej. 
Był członkiem zespołu doradczego w Ministerstwie Nauki i Szkolnictwa Wyższego ds. monitorowania wdrażania reformy systemu szkolnictwa wyższego i nauki, a także prelegentem Narodowego Kongresu Nauki. Brał udział w pracach komisji sejmowych nad uchwaleniem ustawy – Prawo o szkolnictwie wyższym i nauce. W sprawach szkolnictwa wyższego i nauki wielokrotnie wypowiadał się w mediach, m.in. w Rzeczpospolitej, Dzienniku Gazecie Prawnej, Gazecie Wyborczej, Forum Akademickim i mediach lokalnych. Jest autorem oceny polityki publicznej państwa w obszarze szkolnictwa wyższego i nauki w roku 2022 oraz za całą kadencję 2019-2023 w cyklu "Rząd pod Lupą. Ranking polityk publicznych" Klubu Jagiellońskiego.
Jest arbitrem w zakresie egzaminu maturalnego z wiedzy o społeczeństwie w ramach Kolegium Arbitrażu Egzaminacyjnego przy Centralnej Komisji Egzaminacyjnej. Został podlaskim koordynatorem instytutu Strategie 2050, związanego z Polską 2050.
W dniu 20 grudnia 2024 r. został powołany w skład Komisji dyscyplinarnej przy Ministrze Nauki i Szkolnictwa Wyższego na kadencję 2025-2028.

## Wybrane publikacje

### Monografie
- Ł. Kierznowski, Prawne przyczyny nieprawidłowego oceniania egzaminów maturalnych, Wydawnictwo C.H. Beck, Warszawa 2023
- Ł. Kierznowski, Stopnie naukowe i stopnie w zakresie sztuki. Komentarz, Wydawnictwo Difin, Warszawa 2021
- Ł. Kierznowski, Egzaminy zewnętrzne w latach 2015-2018 w świetle zasady zaufania do państwa i prawa, Wydawnictwo C.H. Beck, Warszawa 2021
- Ł. Kierznowski, Szkoły doktorskie. Komentarz do art. 198-216 oraz 259-264 ustawy Prawo o szkolnictwie wyższym i nauce, Wydawnictwo Difin, Warszawa 2018
- Ł. Kierznowski, Egzamin maturalny w Polsce. Analiza prawna, Wydawnictwo Prawo i Partnerstwo, Białystok 2016

### Artykuły naukowe i rozdziały w monografiach
- Ł. Kierznowski, Status prawny i tryb działania Kolegium Arbitrażu Egzaminacyjnego, Przegląd Prawa Publicznego nr 6/2023
- Ł. Kierznowski, Glosa do wyroku Naczelnego Sądu Administracyjnego z dnia 10 czerwca 2020 r., sygn. akt I OSK 1760/19 [dot. języka obcego w postępowaniach administracyjnych z zakresu szkolnictwa wyższego i nauki], Zeszyty Naukowe Sądownictwa Administracyjnego nr 2/2023
- D. Dajnowicz-Piesiecka, Ł. Kierznowski, Awanse naukowe młodych naukowców (perspektywy i wyzwania), Państwo i Prawo nr 5/2022
- Ł. Kierznowski, Studia bez kierunku, Przegląd Prawa Publicznego nr 5/2021
- Ł. Kierznowski, O przesłance postępu w szkolnictwie wyższym i nauce, Państwo i Prawo nr 6/2021
- Ł. Kierznowski, Zawieszenie rekrutacji w szkolnictwie wyższym, Przegląd Sejmowy nr 6/2020
- Ł. Kierznowski, Nauki prawne a szkoły doktorskie. Wybrane zagadnienia, Krytyka Prawa nr 2/2020
- Ł. Kierznowski, O jakości legislacji w sferze szkolnictwa wyższego i nauki na przykładzie upoważnień do wydania rozporządzeń wykonawczych w ustawie – Prawo o szkolnictwie wyższym i nauce [w:] Problemy legislacji administracyjnej, red. D. Dąbek, J. Zimmermann, Wydawnictwo Wolters Kluwer, Warszawa 2020
- Ł. Kierznowski, J. Lewicki, Konsekwencje powstania szkół doktorskich i wygaszania studiów doktoranckich z perspektywy funkcjonowania administracji uczelni [w:] Administracja uczelni wobec nowych wyzwań. Cyfryzacja procesów, profesjonalizacja obsługi studenta, red. K. Górak-Sosnowska, R. Pajewska-Kwaśny, Oficyna Wydawnicza SGH, Warszawa 2020
- Ł. Kierznowski, Konsekwencje ustawy – Prawo o szkolnictwie wyższym i nauce dla stypendiów przyznawanych studentom i doktorantom przez jednostki samorządu terytorialnego, Samorząd Terytorialny nr 9/2019
- Ł. Kierznowski, P. Sobotko, Pomoc materialna dla uczestników studiów doktoranckich posiadających stopnie naukowe, Journal of Modern Science nr 37(2)/2018
- Ł. Kierznowski, O podstawowych związkach prawa i diagnostyki edukacyjnej, Kultura i Edukacja nr 1/2018
- Ł. Kierznowski, Glosa do wyroku WSA w Olsztynie z dnia 22 grudnia 2016 r. (sygn. akt II SA/Ol 1317/16) [dot. wykorzystania centylowego wyniku egzaminu maturalnego w procedurze rekrutacji na studia], Zeszyty Naukowe Sądownictwa Administracyjnego nr 5/2017
- Ł. Kierznowski, Historia prawa do nauki w polskich konstytucjach, Miscellanea Historico-Iuridica, t. XVI, z. 2/2017
- Ł. Kierznowski, Prawo do nauki w aktach prawa międzynarodowego [w:] Umiędzynarodowienie krajowego obrotu prawnego. Tom I, red. M. Perkowski, W. Zoń, Wydawnictwo Prawo i Partnerstwo, Białystok 2016
- Ł. Kierznowski, Ograniczenie dostępu do akt sprawy w postępowaniu administracyjnym na gruncie art. 74 KPA, Studia Prawnicze i Administracyjne nr 4/2015